# Patrick (Fußballspieler)
Patrick Bezerra do Nascimento oder nur Patrick (* 29. Juli 1992 in Rio de Janeiro) ist ein brasilianischer Fußballspieler.

## Karriere
Patrick begann seine Profikarriere 2013 bei Operário Ferroviário EC und spielte anschließend für die Vereine Clube Náutico Marcílio Dias, SER Caxias do Sul und Comercial FC.
In der Vorbereitungsphase der Saison 2014/15 wurde er seitens seines Spielervermittlers dem türkischen Erstligisten Gaziantepspor angeboten. Nachdem er bei diesem Klub zur Probe einige Trainingseinheiten absolviert hatte, erhielt der Wechsel vom Cheftrainer Okan Buruk Zustimmung. So wechselte Patrick im Sommer 2014 in die Süper Lig zu Gaziantepspor. Er kam in dem Klub zu keinen Einsätzen und kehrte im Januar 2015 nach Brasilien zurück.
2015 kam Patrick zum Goiás EC, mit welchem er 2016 mit dem Gewinn der Staatsmeisterschaft seinen ersten Erfolg feiern konnte, welchen er 2017 wiederholen konnte. Zur Austragung der Série A 2017 wurde er an Sport Recife ausgeliehen. Nach Beendigung der Meisterschaft im Dezember des Jahres wechselte Patrick zum SC Internacional, wo er einen Zweijahresvertrag unterzeichnete. Sein Vertrag wurde mehrmals verlängert, zuletzt im Juni 2021 bis Jahresende 2023.
Im Januar 2022 erwarb der FC São Paulo für 3,2 Millionen Real 30 % der wirtschaftlichen Rechte für einen Wechsel von Patrick. Hier unterzeichnete er einen Kontrakt bis Dezember 2023. Bereits nach einem Jahr verließ Patrick den Klub wieder. Er wechselte zu Atlético Mineiro nach Belo Horizonte. Dort erhielt er einen Kontrakt bis Dezember 2025. Im April des Jahres gewann er mit dem Klub die Staatsmeisterschaft von Minas Gerais 2023. Atlético zahlte für 80 % der Transferrechte acht Millionen Real.

## Erfolge
Goiás
- Staatsmeisterschaft von Goiás: 2016, 2017

Atlético Mineiro
- Staatsmeisterschaft von Minas Gerais: 2023

Santos
- Série B: 2024